# 宝音达来
宝音达来（1949年9月—），男，蒙古族，内蒙古克什克腾旗人，中国电视导演，曾任内蒙古电视台导演。